# Zanthoxylum psammophilum
Zanthoxylum psammophilum es una especie de liana perteneciente a la familia de las rutáceas.

## Descripción
Es una gran liana que alcanza un tamaño de 15 m de altura con un tallo de 2 cm de diámetro, es poco ramificado, y con espinas simples o a pares de 1 cm de largo, las hojas de 30-40 cm de largo, glabra, con el raquis poco espinoso, con 7-14 foliolos, alternos, ovados, acuminados.

## Distribución y hábitat
Se encuentra en la sabana costera, en el borde de la sabana, junto a las lagunas de la sabana, en el matorral y el bosque. Es endémica de Costa de Marfil, aunque en 2005 también fue encontrada en Liberia.

## Historia
Zanthoxylum psammophilum, es una nueva combinación creada en 1975 para subsumir el género Fagara en el género Zanthoxylum basados en la morfología y los metabolitos secundarios, es el nombre preferido de acuerdo con el Conservatorio y Jardín Botánico de Ginebra el cual tiene una sección que se especializa en la conservación y la biodiversidad de las plantas con flores de Costa de Marfil. Sin embargo, en el Índice Internacional de Nombres de las Plantas coloca a Fagara como el género, y Zanthoxylum como sinónimo. El espécimen tipo de la planta fue recogida en el ecotono de las tierras bajas de los bosques del este de Guinea (bosque tropical) y el interior de Guinea en el bosque-sabana de la región de Lagunes.

## Taxonomía
Zanthoxylum psammophilum fue descrita por (Aké Assi) P.G.Waterman y publicado en Taxón 23: 364, en el año 1975.
Sinonimia
- Fagara psammophila Aké Assi[6]